# Вака, Джозеф Уилсон
Джозеф Уилсон Вака (англ. Joseph Wilson Vaka, родился 21 ноября 1980 года в Нукуалофа) — тонганский регбист, выступающий на позициях центрового и крыльевого в японском клубе «Тойота Индастриз Шаттлз».

## Биография
Выступал за любительский клуб «Хэвлок» с Шри-Ланки, позже переехал в Японию. Выступал за команду «Уорлд Файтинг Буллз», после её расформирования и банкротства перешёл в «Тойота Индастриз Шаттлз» из Кария (префектура Аити). В составе сборной Тонга участвовал в Кубке мира 2007 года.
В 2007 году Вака был задержан в Лондоне полицией после драки с фанатом в аэропорту Хитроу
Супруга — Симми Квон Вака, дети — Аила Джей Роуз, Джона Джозеф, Леви Уилсон. Является прихожанином Церкви Иисуса Христа Святых последних дней.